# Video from Hell
Video from Hell je video uradak američkog glazbenika Frank Zappe, koji izlazi 1987.g. Ova kompilacija se sastoji od glazbenih isječaka i video snimki iz čitave serije Zappinih projekata što je on planirao završiti i izdati kao kućni video, uključujući u njega i seriju albuma You Can't Do That On Stage Anymore ali takav projekt u konačnici nikada nije kompletiran. Brojni isječci iz videa pojavljuju se iz jednosatnog "Night Flighta" specijalno nazvanog "You Are What You Watch". Glazbeni video uradak od skladbe "G-Spot Tornado" značajan je po 8mm traci u boji koje se Zappa dosjetio još rane 1960., kada je snimao video za skladbu "Night School" koja je uklopljena u film 200 Motels. Također sadrži glazbeni video skladbe "You Are What You Is" koja je zabranjena na MTV-u i gitarski solo duet između Franka Zappe i Stevea Vaia u skladbi "Stevie's Spanking" koja je izašla na albumu You Can't Do That on Stage Anymore, Vol. 4.

## Vanjske poveznice
- Video From Hell u internetskoj bazi filmova IMDb-a